# Estación La Paz (Mendoza)
La Paz es una estación ferroviaria ubicada en la localidad del mismo nombre, Departamento La Paz, Provincia de Mendoza, República Argentina.

## Servicios
Por sus vías corren trenes de carga y pasajeros de la empresa estatal Trenes Argentinos Cargas, Trenes Argentinos Operaciones.
La estación de tren mencionada en el artículo, que solía ser parte de la ruta que unía Retiro con Mendoza hasta el 10 de marzo de 1993, ha sido recientemente reinaugurada el 23 de marzo de 2023 para recibir nuevamente trenes de pasajeros.
La estación ha sido renovada para brindar una mejor experiencia de viaje a los pasajeros que utilizan esta ruta. Los trenes que pasan por la estación ofrecen una amplia gama de comodidades, incluyendo asientos cómodos, aire acondicionado y acceso a WiFi gratuito.
En el año 1883 fue inaugurada la estación, por parte del Ferrocarril Andino. La aspiración a que las vías ferroviarias llegaran hasta la cordillera de los Andes y unieran un día los dos océanos se había manifestado desde los primeros proyectos de la Confederación con la concesión del Ferrocarril Central Argentino, y más tarde cuando se trató de convertir al Ferrocarril Oeste de Buenos Aires en Ferrocarril Transandino. La necesidad de comunicarse con Cuyo seguía imponiéndose al pensamiento de los gobernantes, lo que llevó a la creación del "Ferrocarril Andino".
La Paz es una de las tantas estaciones al paso que han quedado a través de la historia por el Ferrocarril Andino.